# Technische Universität Dortmund

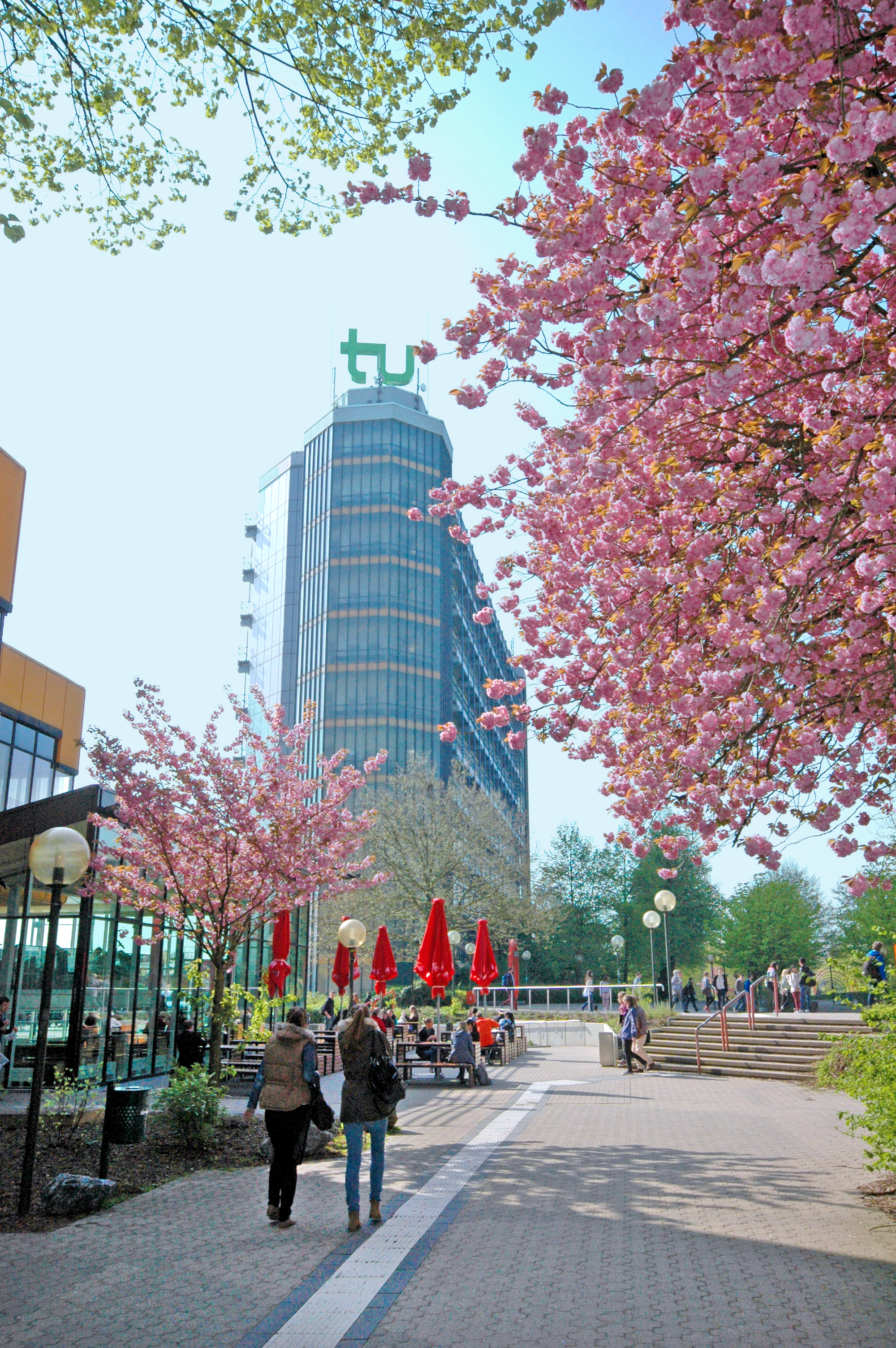
Mathetower auf dem Campus Nord der TU Dortmund

Die Technische Universität Dortmund (kurz TU Dortmund; bis zum 1. November 2007 Universität Dortmund) ist eine Universität in Dortmund. An der TU Dortmund studieren 30.277 Menschen in rund 80 Bachelor- und Masterstudiengängen. Damit ist sie eine der 20 größten Universitäten in Deutschland.
Der Förderatlas 2015 der Deutschen Forschungsgemeinschaft (DFG) listet die TU Dortmund in fünf Fachgebieten unter den „Top Ten“ der bundesweit forschungsstärksten Universitäten: in der Produktionstechnik, den Wirtschaftswissenschaften (inklusive Fachgebiet Statistik), der Werkstofftechnik, der Erziehungswissenschaft und in der Informatik.

## Geschichte

### Gründung und Ausbau bis 1980
Die ersten Bemühungen, in Dortmund eine Hochschule einzurichten, gehen auf das Jahr 1897 zurück. Unter dem Eindruck der Industrialisierung gab es zunächst Pläne für eine Technische Hochschule. Ein erster Antrag der Stadt Dortmund bei der preußischen Regierung wurde trotz kräftiger Unterstützung aus Wirtschaft und Wissenschaft 1908 abgelehnt. Auch spätere Forderungen, 1926 wieder an die preußische Regierung und ab 1945 erst an die britische Militärregierung und später an die Landesregierung Nordrhein-Westfalens, scheiterten. Erst 1960 entschloss sich diese, im Rahmen der Bildungsreform eine Universität im Ruhrgebiet zu errichten, wofür Bochum und Dortmund als Standorte in Frage kamen. 1961 erhielt Bochum den Zuschlag für die neu gegründete Ruhr-Universität Bochum, was große Empörung unter Dortmundern und heftige Proteste des Stadtrates Dortmund auslöste, weshalb die Landesregierung ein Jahr später dem Bau einer Technischen Hochschule in Dortmund zustimmte. 1963 nahm ein Gründungsausschuss unter Vorsitz des späteren Rektors Martin Schmeißer seine Arbeit auf und verabschiedete zwei Jahre später einen Strukturplan, auf dessen Grundlage sich die Landesregierung entschloss, nun eine Universität mit Schwerpunkten in Natur- und Ingenieurwissenschaften zu gründen. Noch im selben Jahr begannen die Bauarbeiten im Stadtteil Eichlinghofen, am 26. Mai 1966 fand die feierliche Grundsteinlegung durch den nordrhein-westfälischen Ministerpräsidenten Franz Meyers statt. Am 16. Dezember 1968 wurde in Anwesenheit von Bundespräsident Heinrich Lübke die Universität durch den nordrhein-westfälischen Ministerpräsidenten Heinz Kühn feierlich eröffnet.

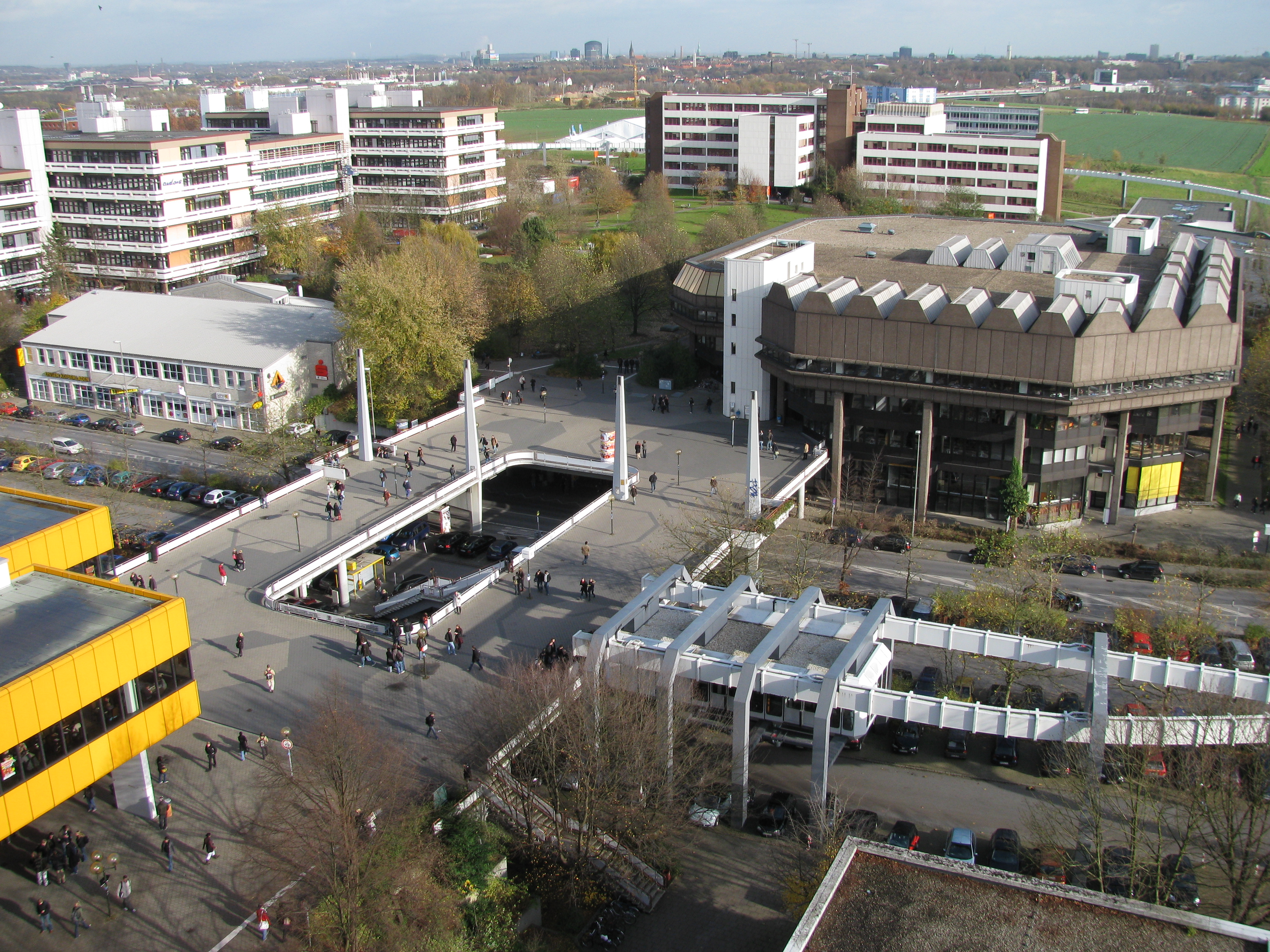
Mensa, H-Bahn Station und Unibibliothek

Erste Lehrveranstaltungen fanden am 1. April 1969 in der Abteilung Chemie statt. Es folgten die Abteilungen Mathematik und Raumplanung (1. Oktober 1969), Chemietechnik und Physik (1. Oktober 1970), Fertigungstechnik (heute Maschinenbau) (1. Oktober 1971), Informatik, Statistik und Elektrotechnik (1. Oktober 1972), Wirtschafts- und Sozialwissenschaften (1. April 1973). Am 1. Oktober 1974 nahm die Fakultät Bauwesen mit der integrierten Ausbildung von Architekten und Bauingenieuren im Dortmunder Modell Bauwesen den Lehrbetrieb auf. Im April 1974 bezog als erste die Abteilung Chemietechnik  die Gebäude auf dem Campus Nord, heute befinden sich dort die meisten Fakultäten und großen Einrichtungen wie Universitätsbibliothek, Hörsaalgebäude und Mensa.

### Entwicklung nach 1980, deutsches Internet
Am 1. April 1980 wurde die Pädagogische Hochschule Ruhr in die Universität Dortmund integriert. Es kamen u. a. die Bereiche Erziehungswissenschaften, Rehabilitation, Gesellschaftswissenschaften, Philosophie und Theologie, Sprach- und Literaturwissenschaften, Journalistik, Musik und Sport hinzu.
Seit dem 2. Mai 1984 verbindet die H-Bahn die beiden Universitätskomplexe Campus Nord und Campus Süd.
In den 1980er und 1990er Jahren hatten drei Studenten, darunter Daniel Karrenberg, Axel Pawlik, Rüdiger Volk und Kollegen an der Informatikrechner-Betriebsgruppe (IRB) des Fachbereiches Informatik (IRB) eine Pionierrolle beim Einführen des Internets in Deutschland. Eine Standleitung nach Amsterdam wurde eingerichtet und damit eine IP-Verbindung in die USA. Sie gründeten im Rahmen des Projekts EUnet den ersten europäischen Internet Service Provider, womit sie entscheidend dazu beitrugen, dass TCP/IP sich in Europa durchsetzte. Ebenso wurde die seit dem 5. November 1986 registrierte und zunächst von CSNET verwaltete .de-Domain ab 1988 in Dortmund verwaltet. Volk führte den Namen „DE-NIC“ ein, und es wurden die Grundlagen für die spätere nicht gewinnorientierte Genossenschaft gelegt. Zu diesem Zeitpunkt waren bereits die Adressen dbp.de, rmi.de, telenet.de, uka.de, uni-dortmund.de und uni-paderborn.de registriert.
Eine Verlängerung der H-Bahn in den nahe gelegenen Technologiepark wurde am 19. Dezember 2003 eröffnet.

### 2007 Universitätsallianz Ruhr
Im März 2007 wurde von den drei Universitäten Dortmund, Bochum sowie Duisburg-Essen die Universitätsallianz Ruhr (UA Ruhr) gegründet. Unter dem Motto „gemeinsam besser“ bietet die Universitätsallianz Ruhr Wissenschaftlerinnen und Wissenschaftlern vielfältige Möglichkeiten zur Kooperation und Vernetzung, während die Studierenden von dem großen Angebot an Bachelor- und Masterstudiengängen mit zahlreichen Spezialisierungsmöglichkeiten profitieren. Mit über 110.000 Studierenden, jährlich über 15.000 Absolventen, mehreren hundert Studiengängen, nahezu 1.300 Professoren, mehr als 20 gemeinsamen Projekten in Forschung, Lehre und Verwaltung sowie elf Sonderforschungsbereichen ist die UA Ruhr zum größten Hochschulverbund in Deutschland geworden.
Am 18. Oktober 2007 hat der Senat die Umbenennung in die heutige Bezeichnung beschlossen. Diese Umbenennung trat zum 1. November 2007 in Kraft.
Im Januar 2009 hat die TU Dortmund die Programmverantwortung für einen landesweiten TV-Lernsender übernommen, der unter dem Namen Nrwision im digitalen Kabelnetz und im Internet sendet. Am Programm beteiligen sich u. a. auch sogenannte Lehrredaktionen an anderen Universitäten und Fachhochschulen in NRW sowie Bürgergruppen.
Am 16. Dezember 2018 hat die TU Dortmund ihr 50-jähriges Jubiläum mit einem Festakt im Konzerthaus Dortmund gefeiert. Zum Jubiläum gratulierten Bundesbildungsministerin Anja Karliczek, NRW-Ministerpräsident Armin Laschet sowie Dortmunds Oberbürgermeister Ullrich Sierau. Die Festrede hielt der Präsident des Europäischen Rates S.E. Donald Tusk. Am Vormittag hatte die Universität Donald Tusk die Ehrendoktorwürde verliehen.
Am 4. April 2019 löste die Rektorin Ursula Gather die Institute für Deutsche Sprache und Literatur sowie für Anglistik und Amerikanistik auf.

## Fakultäten
Die Universität verfügt über insgesamt 17 Fakultäten, darunter sowohl naturwissenschaftlich-technische als auch humanwissenschaftlich-geisteswissenschaftliche:
- Mathematik
- Physik
- Chemie und Chemische Biologie
- Informatik
- Statistik
- Bio- und Chemieingenieurwesen
- Maschinenbau
- Elektrotechnik und Informationstechnik
- Raumplanung
- Architektur und Bauingenieurwesen
- Wirtschaftswissenschaften
- Erziehungswissenschaft, Psychologie und Bildungsforschung
- Rehabilitationswissenschaften
- Humanwissenschaften und Theologie
- Kulturwissenschaften
- Kunst- und Sportwissenschaften
- Sozialwissenschaften

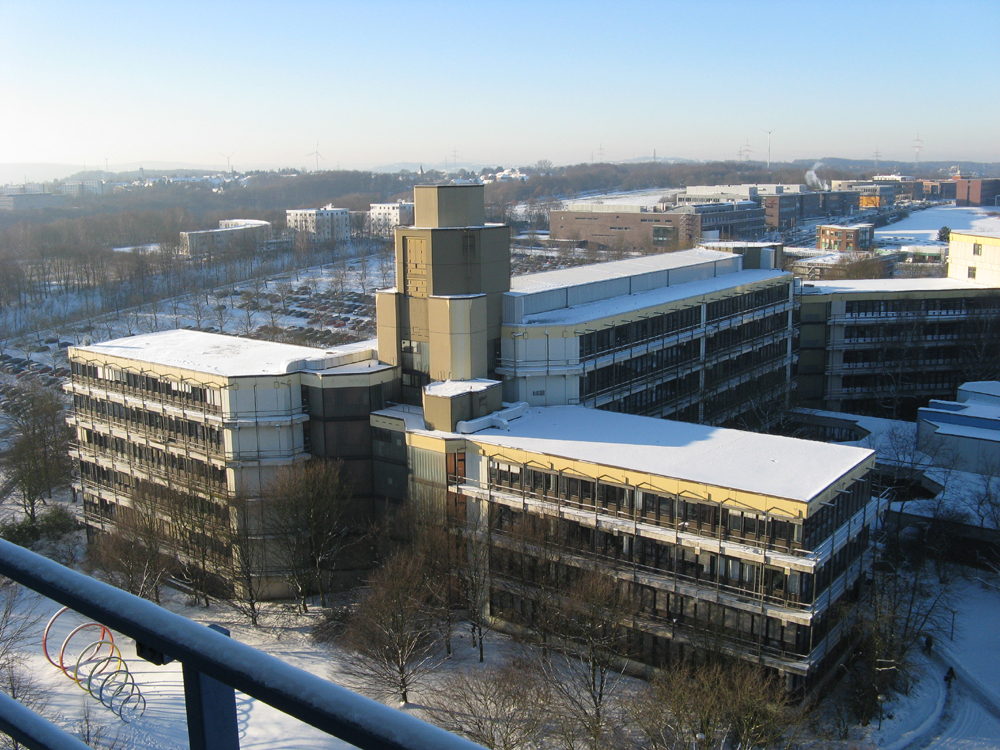
Gebäude der Fakultät für Physik (Max Born Gebäude)
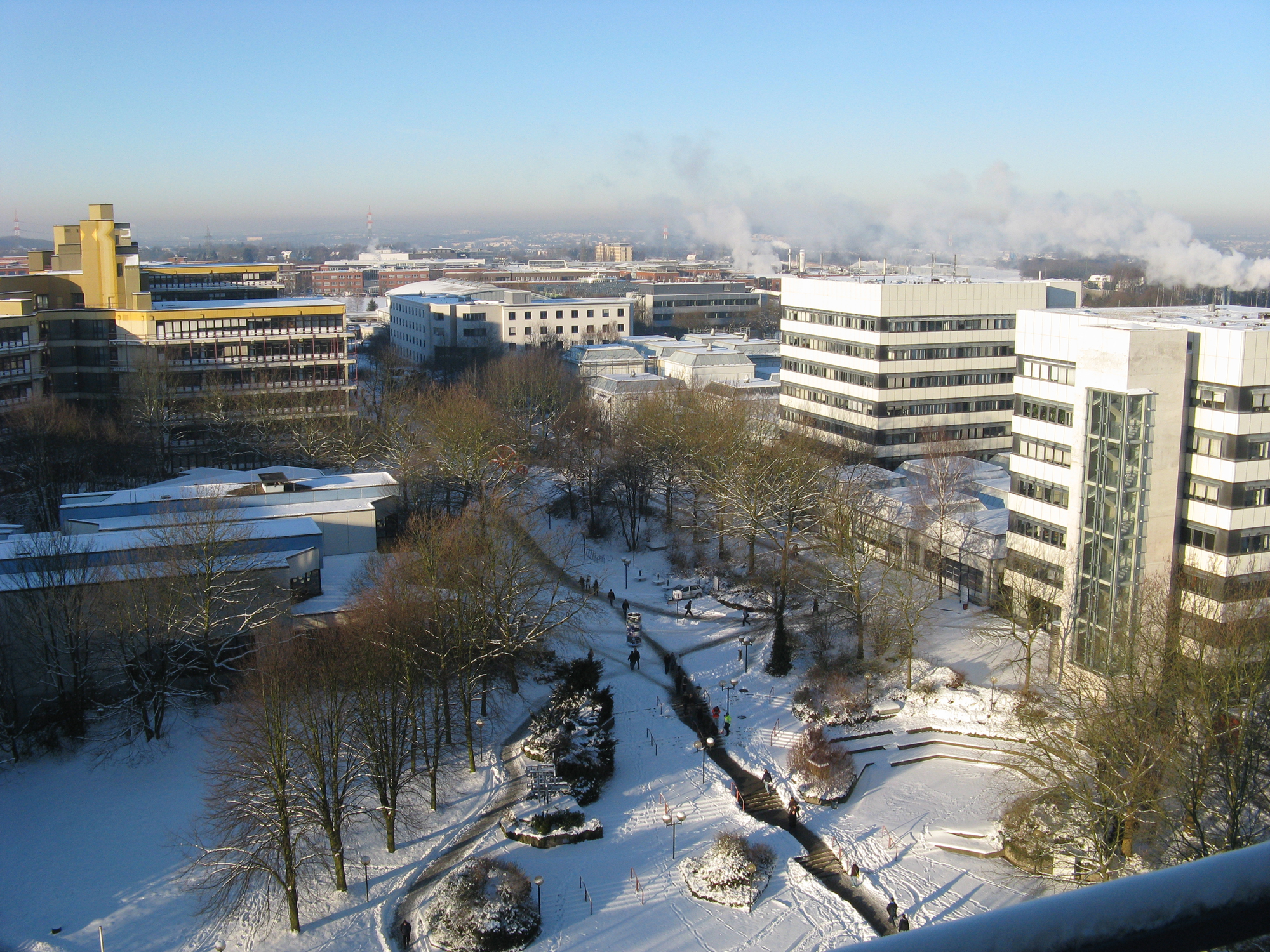
Blick über den Campus Nord: Rechts die Gebäude der Fakultät für Bio- und Chemieingenieurwesen, dahinter für Maschinenbau
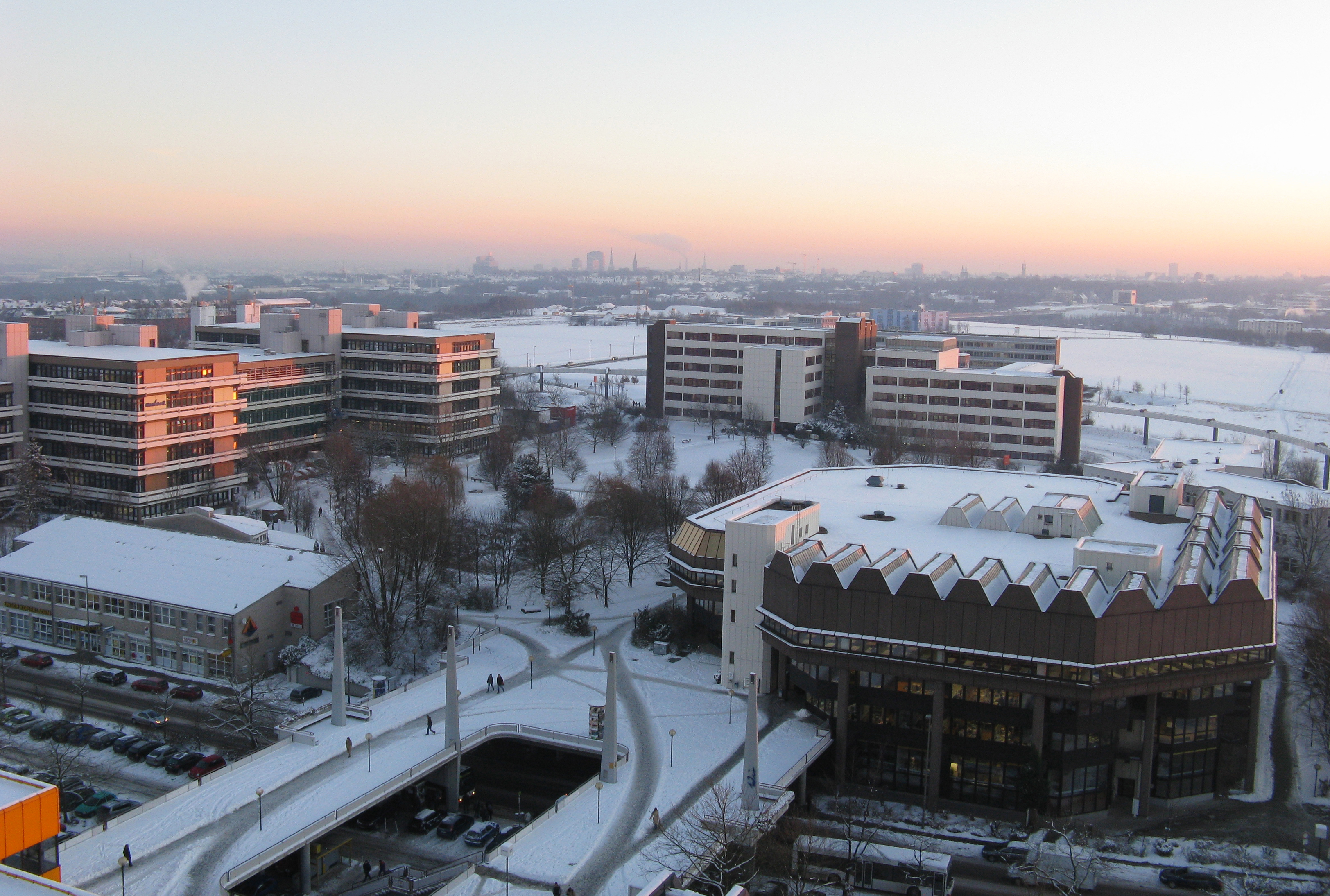
Blick über den Campus Nord: Rechts die Bibliothek, links: Das Gebäude „EF50“, Heimat diverser Human- und Geisteswissenschaftlicher Fakultäten

## Rektoren
- 1968–1976: Martin Schmeißer (1912–1981)
- 1976–1978: Erich te Kaat (* 1937)
- 1978–1990: Paul Velsinger (1939–2023)
- 1990–1994: Detlef Müller-Böling (* 1948)
- 1994–2002: Albert Klein (1939–2017)
- 2002–2008: Eberhard Becker (* 1943)
- 2008–2020: Ursula Gather (* 1953)
- seit 2020: Manfred Bayer (* 1965)

## Campus und Studentenleben

### Standorte

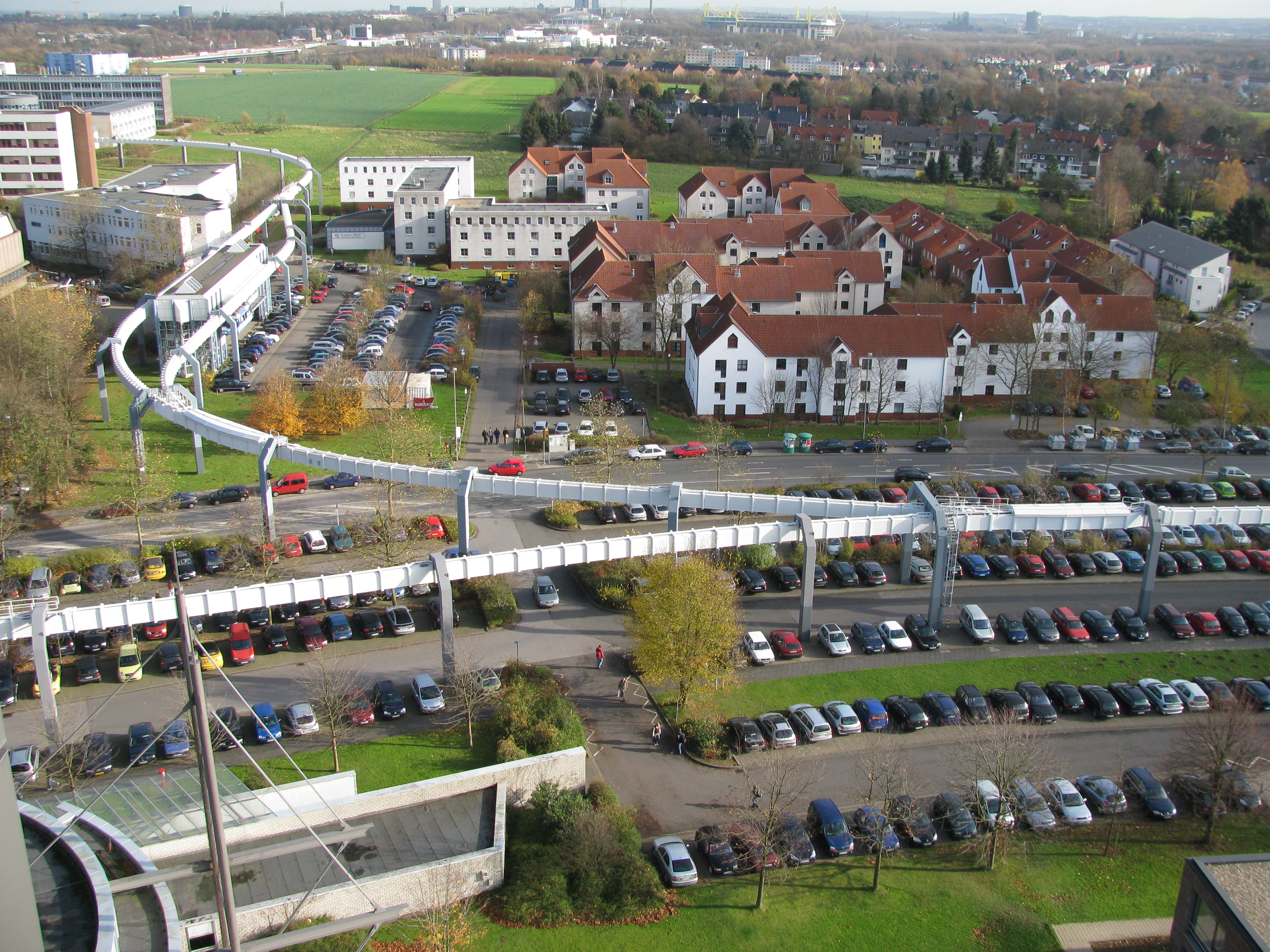
Studentendorf

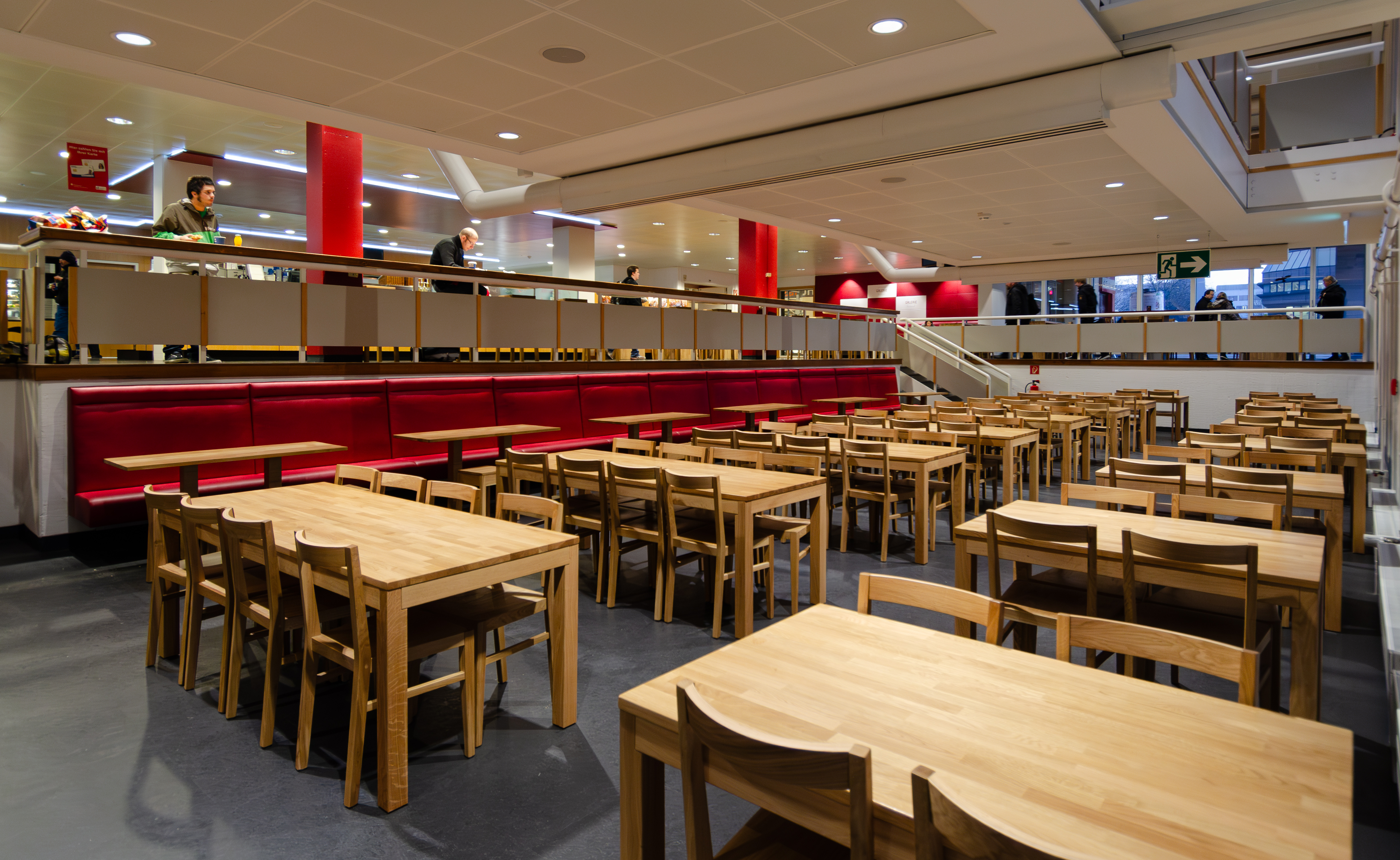
Sitzgelegenheiten im Galerie-Treffpunkt

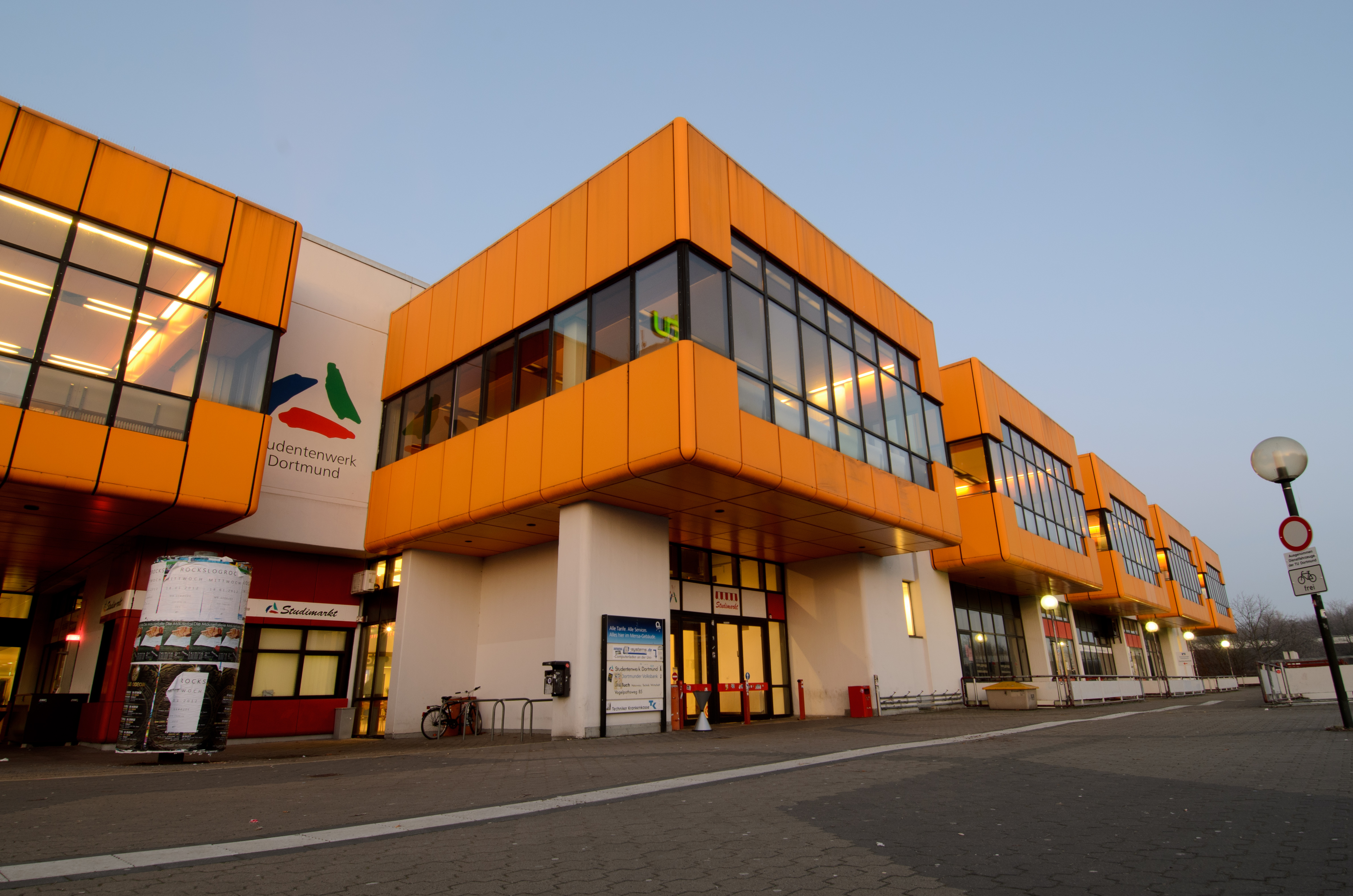
Hauptmensa (2012)

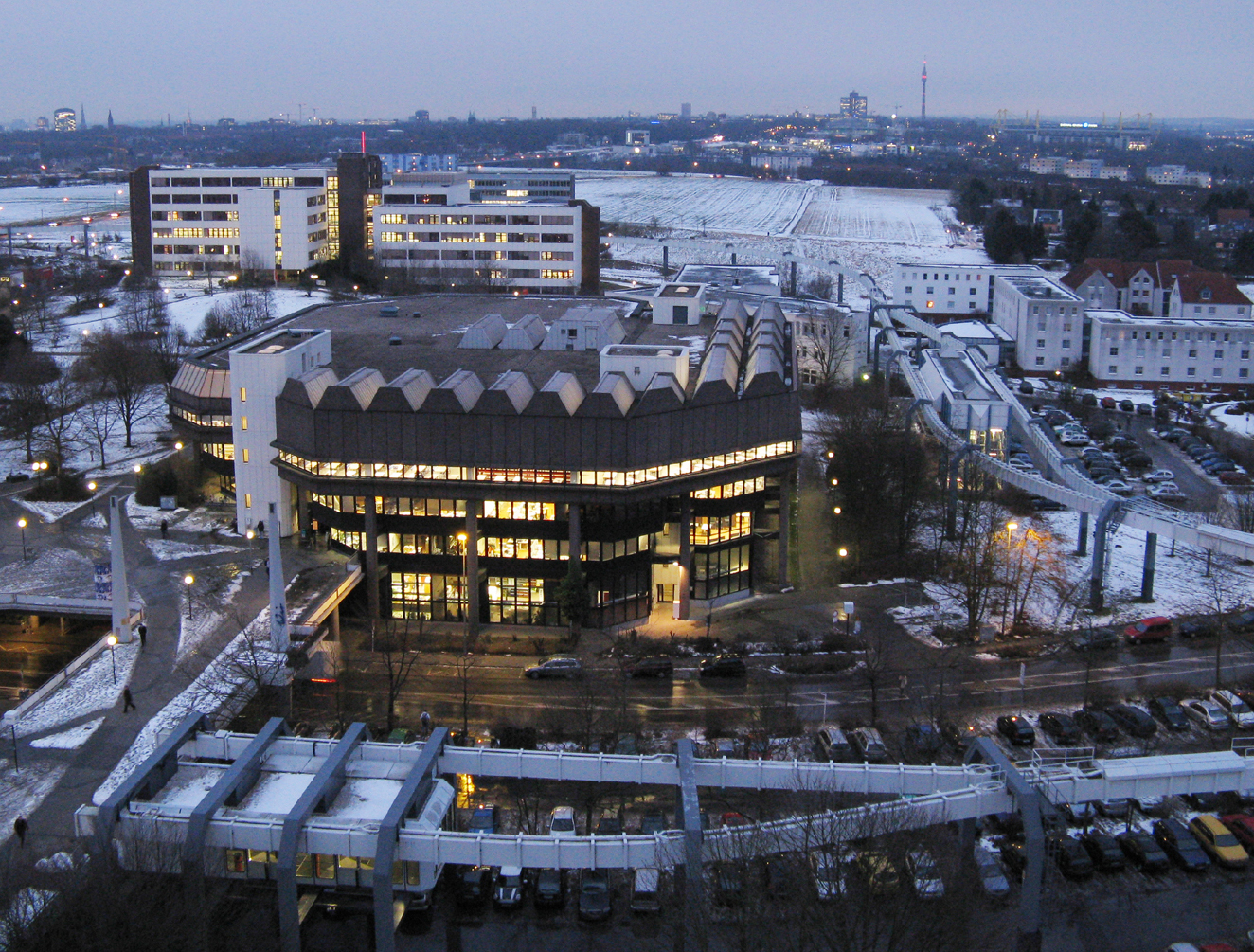
Universitätsbibliothek mit Haltestelle der H-Bahn

Die Universität verteilt sich über zwei Standorte: den Campus Süd und den Campus Nord. Um die Strecke zu überbrücken und einen schnellen Transit zwischen den beiden Teilstücken zu ermöglichen, wurde 1984 die erste H-Bahn-Strecke eröffnet. Im Dezember 2003 wurde ein weiterer Abschnitt der H-Bahn fertiggestellt, der die Universität mit dem Kern des Technologieparks verbindet.
Auf dem Campus Süd befinden sich die Fakultäten Raumplanung sowie die Fakultät Architektur und Bauingenieurwesen, Teile der Fakultät Maschinenbau sowie der Universitätsverwaltung. Die übrigen Fakultäten befinden sich vollständig auf dem Campus Nord. Das markanteste Gebäude auf dem Campus ist sicherlich das zehn Stockwerke hohe Gebäude der Mathematik, im Allgemeinen Mathetower genannt. Auf dessen Dach befindet sich unter anderem die Sendeanlage des Campusradios Eldoradio und seit November 2010 auch das sich drehende, beleuchtete tu-Logo. Mit Hilfe des öffentlichen Nahverkehrs ist der Campus Nord über diverse Buslinien sowie eine S-Bahn-Linie (S1) zu erreichen. In direkter Nähe sind außerdem Anschlüsse zur B 1, A 40 und A 45.
Seit 2010 gibt es außerdem den „Campus Stadt“, der sich auf der Hochschuletage des Dortmunder U in der Dortmunder Innenstadt befindet. Hier veranstaltet die TU Dortmund regelmäßig Ausstellungen, Lesungen und Workshops. Ab Herbst 2026 soll die TU Dortmund außerdem noch einen Standort im Hansa Carree direkt am Hansaplatz erhalten.

### Mensen und Cafés
Die gastronomischen Einrichtungen der Universität werden vom Studierendenwerk Dortmund betrieben und teilweise mit Landeszuschüssen unterstützt. Die Hauptmensa befindet sich auf dem Campus Nord. In einem Seitenflügel befindet sich das „Restaurant Calla“. Auf dem Campus Süd befindet sich die „Mensa Süd“. Neben den beiden Mensen sind auf dem Campus mehrere Cafés (die „Galerie“ im Mensa-Gebäude, die „Food Fakultät“, das „Cafe Che“ im Chemiegebäude und das Chaqwa-Cafe im Gebäude Emil-Figge-Straße 50) und Restaurants („Vital“ im Mensagebäude Campus Nord und „Archeteri@“ im Mensagebäude Campus Süd) zu finden. Die Hauptmensa bietet 500 Plätze.

### Die Universitätsbibliothek Dortmund
Seit dem 7. August 2023 wird die 1976 erbaute Universitätsbibliothek abgerissen, um Platz für einen energieeffizienteren Neubau zu schaffen. Grund für den Neubau sei dabei die Unwirtschaftlichkeit einer Sanierung. Die Universitätsbibliothek wurde zunächst geräumt und entkernt und wird nun seit Winter 2024 rückgebaut. Der Neubau, welcher laut Uni-eigenen Angaben 2029 fertig gestellt werden soll, wird sich über insgesamt 9 Geschosse erstrecken und eine Fläche von 13.000 Quadratmetern mit 1.500 Lernplätzen bieten. Das Ersatzangebot der TU Dortmund verteilt sich in der Zwischenzeit auf verschiedene Standorte.

### Studierendenvertretung
Das Studierendenparlament (StuPa) ist das höchste Gremium der verfassten Studierendenschaft der TU Dortmund. Die Zusammensetzung des Parlaments mit zurzeit 35 Sitzen wird in jährlichen Wahlen durch die Studierenden festgelegt. Wählbar sind verschiedene Listen, beispielsweise Gruppen von Campusgrün, den Juso-Hochschulgruppen oder dem RCDS, aber auch unabhängige Listen. Das Studierendenparlament beschließt die Satzung sowie den Haushalt der Studierendenschaft, die Mittel hierzu werden mit dem Semesterbeitrag eingezogen. Es wählt den Allgemeinen Studierendenausschuss (AStA), der die Beschlüsse des StuPa ausführt. Sprecherin des AStA ist derzeit Lara Witte.
Die Fachschaftsvertretungen kümmern sich um die fachbezogenen Probleme und Anliegen ihrer Studierenden. Jede Fachschaft sendet einen Vertreter in die Fachschaftsrätekonferenz (FsRK). Auf der FsRK werden fachschaftsübergreifende Themen besprochen und gemeinsame Aktionen geplant. Die FsRK ist auch zuständig für die Verteilung der Selbstbewirtschaftungsmittel, mit denen die Fachschaften ihre Tätigkeiten finanzieren.

### Allgemeiner Hochschulsport
Der Hochschulsport der TU und FH Dortmund bietet Studierenden, Professoren, Mitarbeitern oder Alumni ein ganzjähriges Sportprogramm mit über 160 Sportkursen und einem campuseigenen Fitnessstudio. Weiterhin werden Jahr für Jahr Veranstaltungen wie der traditionelle und für alle offene Campuslauf ausgerichtet.

### Musikgruppen
An der Universität gibt es zahlreiche Ensembles, Chöre und Bands: Jazz, Rock und Pop gehören ebenso zum Repertoire wie klassische Werke. In den Ensembles des Instituts für Musik und Musikwissenschaft sind Studierende aller Fakultäten, Mitarbeiter sowie Ehemalige der TU Dortmund vertreten. In jedem Semester stehen Auftritte und Konzerte auf dem Programm, in denen die Ergebnisse der Probenarbeit präsentiert werden. An der TU Dortmund gibt es auch folgende Gruppen:
- Dortmunder Universitätsorchester
- Studentenorchester Dortmund
- Sinfonisches Blasorchester der TU Dortmund
- Ensemble für Neue Kammermusik
- Universitätschor
- Kammerchor der TU Dortmund
- Gospelchor „geistreich“
- Big Band „Groove m.b.h.“
- Jazz- und Popchor „Hebbboppers“
- Big Band „Have a Nice Day“

### Uni-Film-Club
Bereits seit 1972 zeigt der Uni-Film-Club einmal wöchentlich in einem Hörsaal der TU Filme. Bei diesem „Campuskino“ handelt es sich um eine studentische Arbeitsgemeinschaft, die ursprünglich aus der Tatsache heraus entstand, dass die Universität in einem Vorort lag und dieser nur wenige Freizeitaktivitäten für die Studenten bot. Von studentischer Seite wurde daraufhin die regelmäßige Filmvorführung an der TU Dortmund etabliert. Inzwischen finden die Vorstellungen auf einem technischen Standard statt, den auch andere Kinos anbieten (4K-Vorführung, Surround-Sound).

## Forschung
An der Universität sind mehrere DFG-Sonderforschungsbereiche, Transregios und Forschergruppen angesiedelt. In den letzten 15 Jahren konnte die TU Dortmund dabei die DFG-Bewilligungen steigern. Die Drittmittel machen derzeit rund 20 Prozent der Gesamtausgaben aus.
In diversen Forschungsprojekten kooperiert die TU mit den lokalen Fraunhofer-Instituten, dem Max-Planck-Institut für molekulare Physiologie und dem Technologiezentrum Dortmund. Eine Besonderheit ist die auf dem Campus Nord beheimatete Dortmunder Elektronenspeicherringanlage (DELTA). Die Anlage ist eine von vier Synchrotronstrahlenquellen in Deutschland und weltweit die einzige, die an einer Universität betrieben wird.
Im Bereich Material, Produktionstechnologie und Logistik entwickeln Forscher der TU Dortmund Konzepte für die Werkstoff- und Materialverarbeitung und gestalten gemeinsam mit Experten des Fraunhofer-Instituts für Materialfluss und Logistik das Management von Warenströmen und Produktionsprozessen. Der zweite Profilbereich Chemische Biologie, Wirkstoffe und Verfahrenstechnik wird von mehreren Partnern getragen: Hier kooperieren Deutschlands größte Fakultät für Bio- und Chemieingenieurwesen, das Dortmunder Max-Planck-Institut für molekulare Physiologie und die Fakultät für Chemie und Chemische Biologie mit weiteren Einrichtungen. Im dritten Profilbereich Datenanalyse, Modellbildung und Simulation arbeiten Informatik, Mathematik, Statistik, Ingenieur- und Wirtschaftswissenschaften gemeinsam an der Modellierung technischer Prozesse und ökonomischer Entwicklungen. Ein vierter Schwerpunkt liegt in Bildung, Schule und Inklusion.

### Profilbereiche
- Material, Produktionstechnologie und Logistik
- Chemische Biologie, Wirkstoffe und Verfahrenstechnik
- Datenanalyse, Modellbildung und Simulation
- Bildung, Schule und Inklusion

### Sonderforschungsbereiche (SFB) und Transregios (TRR)
- SFB 642 GTP- und ATP- abhängige Membranprozesse (Beteiligung)
- SFB 708 3D-Surface Engineering für Werkzeugsysteme der Blechformteilefertigung
- SFB 823 Statistik nichtlinearer dynamischer Prozesse
- SFB 876 Verfügbarkeit von Information durch Analyse unter Ressourcenbeschränkung
- SFB 986 Maßgeschneiderte Multiskalige Materialsysteme – M3 (Beteiligung)
- TRR 10 Integration von Umformen, Trennen und Fügen für die flexible Fertigung von leichten Tragwerkstrukturen
- TRR 30 Prozessintegrierte Herstellung funktional gradierter Strukturen auf der Grundlage thermo-mechanisch gekoppelter Phänomene (Beteiligung)
- TRR 63 Integrierte Chemische Prozesse in flüssigen Mehrphasensystemen – InPROMPT (Beteiligung)
- TRR 73 Umformtechnische Herstellung von komplexen Funktionsbauteilen mit Nebenformelementen aus Feinblechen – Blechmassivumformung (Beteiligung)
- TRR 142 Maßgeschneiderte nichtlineare Photonik: Von grundlegenden Konzepten zu funktionellen Strukturen (Beteiligung)
- TRR 160 Coherent manipulation of interacting spin excitations in tailored semiconductors[19]
- TRR 188 Schädigungskontrollierte Umformprozesse
- TRR 391 Raumzeitliche Statistik für die Energie- und Transportwende[20]

### DFG-Forschergruppen
- FOR 1511 Schutz- und Leitsysteme zur zuverlässigen und sicheren elektrischen Energieübertragung
- FOR 1979 Erforschung der Dynamik biomolekularer Systeme durch Druckmodulation[19]
- FOR 5250 Mechanismenbasierte Charakterisierung und Modellierung von permanenten und bioresorbierbaren Implantaten mit maßgeschneiderter Funktionalität auf Basis innovativer In-vivo-, In-vitro- und In-silico-Methoden

### Koordinierte DFG-Schwerpunktprogramme
- SPP 1480 Modellierung, Simulation und Kompensation von thermischen Bearbeitungseinflüssen für komplexe Zerspanprozesse[19]

### Exzellenzinitiative
- Exzellenzcluster RESOLV – Ruhr explores solvation[19]

### Promotionskollegs
- DFG-Graduiertenkollegs
  - GRK 1855: Diskrete Optimierung technischer Systeme unter Unsicherheit
  - GRK 2193: Anpassungsintelligenz von Fabriken im dynamischen und komplexen Umfeld
  - GRK 2131: Phänomene hoher Dimensionen in der Stochastik – Fluktuationen und Diskontinuität (Beteiligung)
- NRW-Fortschrittskolleg
  - Energieeffizienz im Quartier – clever versorgen. umbauen. aktivieren
- Land NRW
  - Fachdidaktische Entwicklungsforschung zu diagnosegeleiteten Lehr- und Lernprozessen (FUNKEN)
- Land NRW, CLIB2021
  - Graduierten-Cluster für Industrielle Biotechnologie
  - Mercator Research Center Ruhr
  - School of International and Intercultural Communication (SIIC)
- Privatwirtschaft
  - Graduate School of Logistics

## An-Institute
- Leibniz-Institut für Analytische Wissenschaften (ISAS)
- Leibniz-Institut für Arbeitsforschung an der Technischen Universität Dortmund (IfADo)
- Institut für Gerontologie an der Technischen Universität Dortmund (FFG)
- Deutsches Institut für Stadtbaukunst (DIS)
- Forschungsinstitut Technologie und Behinderung (FTB)

## Logo

Uni Dortmund bis 2007
TU Dortmund seit 2007

## Verbundene Institute
- Fraunhofer-Institut für Materialfluss und Logistik (IML)
- Fraunhofer-Institut für Software- und Systemtechnik (ISST)
- Max-Planck-Institut für molekulare Physiologie (MPI)
- Institut für Landes- und Stadtentwicklungsforschung (ILS)
- Bundesanstalt für Arbeitsschutz und Arbeitsmedizin (BAuA)
- Forschungszentrum INVITE im Chempark Leverkusen
- LogistikCampus[19]

## Diversitätsmanagement
Die TU Dortmund hat Diversität als eine ihrer zentralen Aufgaben definiert. Seit April 2011 forciert die TU Dortmund diesen Prozess noch stärker durch das Prorektorat Diversitätsmanagement und stellt so sicher, dass Diversitätsthemen bei Leitungsentscheidungen diskutiert und berücksichtigt werden. Unterstützt wird die Prorektorin Diversitätsmanagement von der Stabsstelle Chancengleichheit, Familie und Vielfalt.
Die TU Dortmund ist in zahlreichen Handlungsfeldern des universitären Diversitätsmanagements aktiv, beispielsweise durch
- wesentliche wissenschaftliche Veröffentlichungen zum Diversitätsmanagement,
- ein Weiterbildungsstudium „Managing Gender & Diversity“,
- eine Ringvorlesung „Umgang mit Verschiedenheit als gesellschaftliche Herausforderung“ in der Lehrerbildung, die von rund 10.000 Studierenden im Lehramt gehört und in mehreren Bänden publiziert wurde,
- die Beratungs- und Serviceleistungen sowie Projekterfahrungen des bundesweit einmaligen Dortmunder Zentrums für Behinderung und Studium (DoBuS) seit 1978,
- MINT-Mentoring für Schülerinnen der Mittelstufe,
- den Dual-Career-Service,
- Kinderbetreuung, es stehen für Kleinkinder von Beschäftigten und Studierenden mehr als 120 Plätze zur Verfügung, wovon jeweils rund 60 Plätze auf die vom Studentenwerk getragene Kita „4 Jahreszeiten“ und die Hochschulkindertagesstätte Dortmund „HoKiDo“ entfallen,
- die standardmäßige Integration von Barrierefreiheit in alle Baumaßnahmen.

Aufgrund all dieser Maßnahmen wurde die TU Dortmund von der DFG in die Stufe 4 (= Spitzengruppe) der Forschungsorientierten Gleichstellungsstandards eingeordnet.
Als erste Universität in NRW wurde die TU Dortmund Anfang Juli 2012 vom Stifterverband für die Deutsche Wissenschaft für ihre Diversitätsstrategie auditiert (Programm „Ungleich besser! Verschiedenheit als Chance“). Das Ministerium für Innovation, Wissenschaft und Forschung NRW hat die TU Dortmund im Dezember 2012 ausgewählt, am Auditierungsverfahren „Vielfalt gestalten in NRW“ teilzunehmen.

## Internationales
An der Universität studieren mehr als 5800 Studierende mit internationalem Bezug aus über 100 Ländern. Die meisten von ihnen verbringen ihr gesamtes Studium an der TU Dortmund.

### Partneruniversitäten
Die Universität kooperiert mit Hochschulen in der ganzen Welt. Die Art der Zusammenarbeit ist dabei unterschiedlich. Zum einen gibt es strategische Partnerschaften, die auf Universitätsebene geschlossen werden. Die Auswahl konzentriert sich dabei auf einige wenige Partner in Nordamerika, Asien, Europa, Südamerika und Afrika. Zum anderen unterhalten einzelne Institute oder Fakultäten zahlreiche Kooperationen auf Fakultätsebene mit Universitäten weltweit.
Im Rahmen des Studierendenaustausches sind die Schwerpunktländer die USA, Australien, Brasilien, Japan, Kanada, Korea, Mexiko und Südafrika.

### USA-Programm
Die Universität unterhält vielfältige Partnerschaften zu Universitäten in den USA. Neben Studierenden- und Wissenschaftleraustausch gibt es auch eine Vielzahl von Forschungskooperationen.
Bedingt durch die hervorragenden Beziehungen zu Hochschulen in den Vereinigten Staaten und mit sehr guten Zahlen beim Studierendenaustausch hat die TU Dortmund in diesem Hinblick ein Alleinstellungsmerkmal innerhalb von NRW inne.
Hierbei sind besonders die Erfolge bei der Betreuung von amerikanischen Studierenden zu nennen, die gewährleisten, dass jedes Jahr etwa 40 amerikanische Studierende zum Vollstudium für ein oder zwei Semester an die TU Dortmund kommen und somit die gleiche Anzahl von Dortmunder Studierenden mit einem Studiengebührenerlass in den Vereinigten Staaten studieren kann.

### International Student Exchange Program (ISEP)
Der Beitritt zum International Student Exchange Program (ISEP, Washington D.C.) sowie bilaterale Vereinbarungen zwischen der TU Dortmund und US-amerikanischen Universitäten eröffnen Dortmunder Studierenden preisgünstige Möglichkeiten eines ein- oder zweisemestrigen Studiums in den Vereinigten Staaten. ISEP eröffnet den Zugang zu mehr als 150 Universitäten in den Vereinigten Staaten.

### UA Ruhr-Verbindungsbüros
Die drei Auslandsbüros der Universitätsallianz Ruhr (UA Ruhr, ehemals Universitätsallianz Metropole Ruhr) tragen die Stärken des Forschungs- und Studienstandorts Ruhrgebiet in alle Welt. Fuß gefasst haben die drei Ruhrgebietsuniversitäten mittlerweile in Nord- und Südamerika (UAR Liaison Office New York; UAR Liaison Office Latin America) sowie in Russland (UAR Liaison Office Moscow). Sie haben in kurzer Zeit zahlreiche Austausch-, Stipendienprogramme und wissenschaftliche Kooperationen angestoßen und leisten damit einen wertvollen Beitrag zur internationalen Ausrichtung der Region Ruhr.

### Europäische Union
- Université de Picardie Jules Vernes, Amiens, Frankreich
- Ecole Supérieure de Commerce et d’Administration des Enterprises (SupdeCo), Amiens, Frankreich
- Institut National des Sciences Appliquées de Rouen (INSA), Mont Saint-Aignan, Frankreich
- Centre d’Enseignement et de Recherches Appliqués au Management (CERAM), Nizza, Frankreich
- Université de Bordeaux I, Talence, Frankreich
- Liverpool John Moores University, Liverpool, Großbritannien
- University of Sheffield, Sheffield, Großbritannien
- Dublin City University, Dublin, Irland
- Università degli Studi di Pisa, Pisa, Italien
- Istituto Universitario di Architettura di Venezia, Venedig, Italien
- Charles University (Univerzita Karlova v Praze), Prag, Tschechien
- Technical University of Budapest (Budapesti Müszaki Egyetem), Budapest, Ungarn
- University Miskolc (Miskolci Egyetem), Miskolc, Ungarn

### Osteuropa
- Southern Federal University, Rostow am Don, Russische Föderation

### Afrika
- Kwame Nkrumah University of Science and Technology, Kumasi, Ghana
- University of Dar es Salaam, Dar es Salaam, Tansania

### Asien
- Hoseo University, Asan, Südkorea

## Kooperationen im Bereich des Studierendenaustausches
Hier aufgeführt sind die hochschulweiten Kooperationen. Auf Ebene der Fakultäten gibt es eine Vielzahl weiterer Universitäten, mit denen die TU Dortmund zusammenarbeitet.

### Asien
- Chungnam National University, Korea (Kulturwissenschaften (Germanistik))
- Hong Kong University of Science and Technology, Hong Kong (Ingenieurwissenschaften)
- Hoseo University, Korea (Alle Fakultäten)
- National Taiwan University, Taiwan (Alle Fakultäten)
- Swinburne University of Technology Sarawak-Campus, Malaysia (Alle Fakultäten)
- Tohoku University, Japan (Alle Fakultäten)
- Shaanxi Normal University, China (Alle Fakultäten)

### Australien
- University of Newcastle, Newcastle (Alle Fakultäten)
- University of Swinburne, Melbourne (Alle Fakultäten)

### Europa
- Alle ERASMUS-Partnerhochschulen (z. Zt. ca. 200), alle Fakultäten verfügen über ERASMUS-Kooperationen.

### Nordamerika (USA)
- Canisius College, Buffalo, New York (alle Fakultäten)
- Carnegie Mellon University, Pittsburgh, Pennsylvania (alle Fakultäten)
- Columbia College, Columbia, South Carolina (alle Fakultäten)
- Georgia Institute of Technology, Atlanta, Georgia (Maschinenbau)
- Hamilton College, Clinton, New York (Alle Fakultäten)
- John Carroll University, Cleveland, Ohio (alle Fakultäten)
- Lehigh University, Bethlehem, Pennsylvania (Kulturwissenschaften, Bio- & Chemieingenieurwesen, Maschinenbau, Physik)
- Loyola University, New Orleans, Louisiana (alle Fakultäten)
- Michigan Technological University, Houghton, Michigan (alle Fakultäten)
- New Jersey Institute of Technology, Newark, New Jersey (alle Fakultäten)
- Oglethorpe University, Atlanta, Georgia (Alle Fakultäten)
- Southeast Missouri State University, Cape Girardeau, Missouri (alle Fakultäten)
- University of Iowa, Iowa City, Iowa (alle Fakultäten)
- University of Montevallo, Montevallo, Alabama (alle Fakultäten)
- University of Virginia, Charlottesville, Virginia (alle Fakultäten)

### Lateinamerika
- Tecnológico de Monterrey, Monterrey, Mexiko (Alle Fakultäten)
- Universidade Estadual Paulista, São Paulo, Brasilien (Alle Fakultäten)

Zudem ist die TU Dortmund Mitglied im International Student Exchange Program (ISEP).

## Persönlichkeiten und Alumni

### Rektoren
- Martin Schmeißer (1968)
- Erich te Kaat (1976)
- Paul Velsinger (1978)
- Detlef Müller-Böling (1990)
- Albert Klein (1994)
- Eberhard Becker (2002)
- Ursula Gather (2008)
- Manfred Bayer (2020)

### Ehrensenatoren
- Martin Schmeißer (1912–1981), Chemiker
- Ulrich Bonse (1928–2022), Experimentalphysiker
- Erich te Kaat (* 1937), Physiker

### Ehrenbürger
- Helmut Keunecke
- Günter Samtlebe (1926–2011), Politiker
- Alfred Voßschulte
- Helmut Kohls
- Anneliese Brost (1920–2010), Verlegerin, Gesellschafterin der WAZ-Mediengruppe, Milliardärin und Mäzenin
- Erich Schumann (1930–2007), Verleger, Geschäftsführer der WAZ-Mediengruppe
- Bodo Weidlich

### Ehrenpromotionen
- Erwin Grochla (1979): Dr. rer. pol. h. c. der Wirtschafts- und Sozialwissenschaftlichen Fakultät
- Robert von Halász (1982): Dr.-Ing. h. c. der Fakultät Architektur und Bauingenieurwesen
- Erich Bahke (1983): Dr.-Ing. h. c. der Fakultät Maschinenbau
- Jürgen Joedicke (1984): Dr.-Ing. h. c. der Fakultät Architektur und Bauingenieurwesen
- Georg Burkhardt (Bauingenieur) (1984): Dr.-Ing. h. c. der Fakultät Architektur und Bauingenieurwesen
- Will Schaber (1985): Dr. phil. h. c. der Fakultät Kulturwissenschaften
- Wilhelm Kiwit (1985): Dr.-Ing. h. c. der Fakultät für Elektrotechnik und Informationstechnik
- Heinz Sossenheimer (1987): Dr.-Ing. h. c. der Fakultät Maschinenbau
- Franz Broich (1987): Dr.-Ing. h. c. der Fakultät Bio- und Chemieingenieurwesen
- Jan Thesing (1988): Dr. rer. nat. h. c. der Fakultät für Chemie und Chemische Biologie
- Wolfgang Ulbricht (1988) Dr. paed. h. c. der Fakultät Rehabilitationswissenschaften
- John Friedmann (1988): Dr. rer. pol. h. c. der Fakultät Raumplanung
- Helmut Wiehn (1989): Dr.-Ing. h. c. der Fakultät Bio- und Chemieingenieurwesen
- Konrad Zuse (1991): Dr. rer. nat. h. c. der Fakultät für Informatik
- Werner Martienssen (1991): Dr. rer. nat. h. c. der Fakultät Physik
- Jack Steinberger (1991): Dr. rer. nat. h. c. der Fakultät Physik
- Reimut Jochimsen (1991): Dr. rer. pol. h. c. der Wirtschafts- und Sozialwissenschaftlichen Fakultät
- Alfred Voßschulte (1991): Dr. rer. pol. h. c. der Wirtschafts- und Sozialwissenschaftlichen Fakultät
- Günter Breitschaft (1991): Dr.-Ing. h. c. der Fakultät Architektur und Bauingenieurwesen
- Dieter Behrens (1991): Dr.-Ing. h. c. der Fakultät Bio- und Chemieingenieurwesen
- Fritz Haller (1992): Dr.-Ing. h. c. der Fakultät Architektur und Bauingenieurwesen
- Fumitake Yoshida (1992): Dr.-Ing. h. c. der Fakultät Bio- und Chemieingenieurwesen
- Emil Schumacher (1992): Dr. phil. h. c. der Fakultät Kunst- und Sportwissenschaften
- Lotfi Zadeh (1992): Dr. rer. nat. h. c. der Fakultät für Informatik
- Hartmut Rogge (1992): Dr.-Ing. h. c. der Fakultät für Elektrotechnik und Informationstechnik
- Klaus Czeguhn (1994): Dr.-Ing. h. c. der Fakultät Maschinenbau
- Juris Hartmanis (1997): Dr. rer. nat. h. c. der Fakultät Informatik
- Teuvo Kalevikohonen (1997): Dr. Dr. h. c. mult. der Fakultät für Elektrotechnik und Informationstechnik
- Paul Mikat (1998): Dr. Dr. h. c. mult. der Fakultät Humanwissenschaften und Theologie
- Joshua Rifkin (1999): Dr. phil h. c. der Fakultät Kunst- und Sportwissenschaften
- Günter Spur (2000): Dr.-Ing. h. c. der Fakultät Maschinenbau
- Manfred Geiger (2000): Dr.-Ing. h. c. der Fakultät Maschinenbau
- Jerzy Buzek (2000): Dr.-Ing. h. c. der Fakultät Bio- und Chemieingenieurwesen
- Carl Graf Hoyos (2001): Dr. phil. h. c. der Fakultät Humanwissenschaften und Theologie
- Rolf Stober (2001): Dr. rer. pol. h. c. der Wirtschafts- und Sozialwissenschaftlichen Fakultät
- Eugene Stanley (2001): Dr. rer. nat. h. c. der Fakultät für Chemie und Chemische Biologie
- Martin Ostwald (2001): Dr. h. c. der Fakultät Kulturwissenschaften
- Jean-Claude Zehnder (2002): Dr. phil. h. c. der Fakultät Kunst- und Sportwissenschaften
- Kurt-Alphons Jochheim (2002): Dr. h. c. der Fakultät Rehabilitationswissenschaften
- Richard Bamberger (2003): Dr. phil. h. c. der Fakultät Kulturwissenschaften
- Johannes Rau (2004): Dr.-Ing. h. c. der Fakultät Architektur und Bauingenieurwesen
- Peter Freese (2004): Dr. h. c. der Fakultät Kulturwissenschaften
- Heinrich Winter (2005): Dr. h. c. der Fakultät für Mathematik
- Hans Hafenbrack (2005) Dr. h. c. der Fakultät Kulturwissenschaften
- Hans-Peter Wiendahl (2005): Dr.-Ing. h. c. der Fakultät Maschinenbau
- Fritz Pleitgen (2006): Dr. h. c. der Fakultät Kulturwissenschaften
- Hermann Schunck (2006): Dr. h. c. der Fakultät Physik
- Frank Hampel (2007): Dr. h. c. der Fakultät Statistik
- Hans Breder (2007): Dr. h. c. der Fakultät Kunst- und Sportwissenschaften
- Hans-Uwe Otto (2007): Dr. h. c. der Fakultät Erziehungswissenschaft, Psychologie und Soziologie
- Klaus Macharzina (2008) Dr. h. c. der Wirtschafts- und Sozialwissenschaftlichen Fakultät
- Carl Djerassi (2009): Dr. phil. h. c. der Fakultät Kulturwissenschaften
- Gerd Albers (2009): Dr. h. c. der Fakultät Raumplanung
- Martin Warnke (2010): Dr. phil. h. c. der Fakultät Kunst- und Sportwissenschaften
- Erika Spiegel (2010): Dr. h. c. der Fakultät Raumplanung
- Ignacio Grossmann (2012): Dr.-Ing. h. c. der Fakultät Bio- und Chemieingenieurwesen
- Monika Henzinger (2013): Dr. h. c. der Fakultät für Informatik
- Ingrid Gogolin (2013): Dr. h. c. der Fakultät Erziehungswissenschaft, Psychologie und Soziologie
- Manfred Deistler (2016): Dr. h. c. der Fakultät Statistik
- Donald Tusk (2018): Dr. h. c. der Fakultät Humanwissenschaften und Theologie
- Charles K. Chui (2019): Dr. h. c. der Fakultät für Mathematik
- Constantinos Pantelides (2019): Dr.-Ing. h. c. der Fakultät Bio- und Chemieingenieurwesen[23]
- Dorothea Wagner (2022): Dr. h. c. der Fakultät für Informatik

### Absolventen
- Jens Beckmann (* 1970), Chemiker
- Michael Steinbrecher (* 1965), TV-Moderator und Dozent
- Jaroslaw Kutylowski (* 1983), Gründer und CEO von DeepL
- Rezo (* 1992), Webvideoproduzent, Musiker und Unternehmer[24]